# Brachysomophis
Brachysomophis es un género de peces anguiliformes de la familia Ophichthidae.

## Especies
Se reconocen las siguientes especies:
- Brachysomophis atlanticus
- Brachysomophis cirrocheilos
- Brachysomophis crocodilinus
- Brachysomophis henshawi
- Brachysomophis longipinnis
- Brachysomophis porphyreus
- Brachysomophis umbonis